# Willem de Kooning
Willem de Kooning (24. dubna 1904, Rotterdam – 19. března 1997, Springs, Long Island) byl nizozemsko-americký malíř a sochař, představitel abstraktního expresionismu. Americká výtvarná kritika jeho tvorbu řadí do action painting (gestické malby). Jeho dílo vždy oscilovalo mezi figurativností a abstrakcí.

## Život
Jeho rodiče Leendert de Kooning a Cornelia Nobelová se rozvedli, když mu byly tři roky. Willem byl zprvu soudem přiřčen otci, zatímco jeho starší sestra Maria Cornelia (* 1899) byla svěřena do matčiny péče. Až v průběhu dalšího soudního řízení byl i on svěřen matce.
V letech 1916–1920 působil u rotterdamské firmy Jana a Jaapa Giddingových, která se zabývala obchodem s užitým uměnín a designem interiérů. V letech 1917–1921 navštěvoval večerní kurzy na rotterdamské Akademii (Academie voor Beeldende Kunsten en Technische Wetenschappen). Od roku 1920 pracoval pro Bernarda Romeina, uměleckého ředitele a designéra jednoho z rotterdamských obchodních domů. Většinu roku 1924 strávil v Belgii, kde se živil jako malíř vývěsních štítů a dekoratér výloh. Po roce se vrátil do Rotterdamu s úmyslem zakončit studia na Akademii; to se mu však nezdařilo.
V roce 1926 odjel do Spojených států. Vypravil se tam bez dokladů jako strojník na parníku. Nejprve přistál v Newport News ve státě Virginie. Na jiné lodi se dopravil do Bostonu, kde teprve svůj pobyt legalizoval. Usadil se v Hobokenu v New Jersey. Na živobytí si nejprve vydělával jako natěrač a malíř pokojů, roku 1927 se přestěhoval na Manhattan, kde po čase založil vlastní ateliér.
V letech 1927–1935 se živil jako grafik. Postupně však získával kontakty na newyorské výtvarné scéně. V té době se postupně seznámil s malíři Stuartem Davisem, Johnem Grahamem, Arshilem Gorkym, sochařem Davidem Smithem a galeristou Sidney Janisem, kteří se stali jeho souputníky. V roce 1930 dokonce s Gorkym sdílel ateliér.

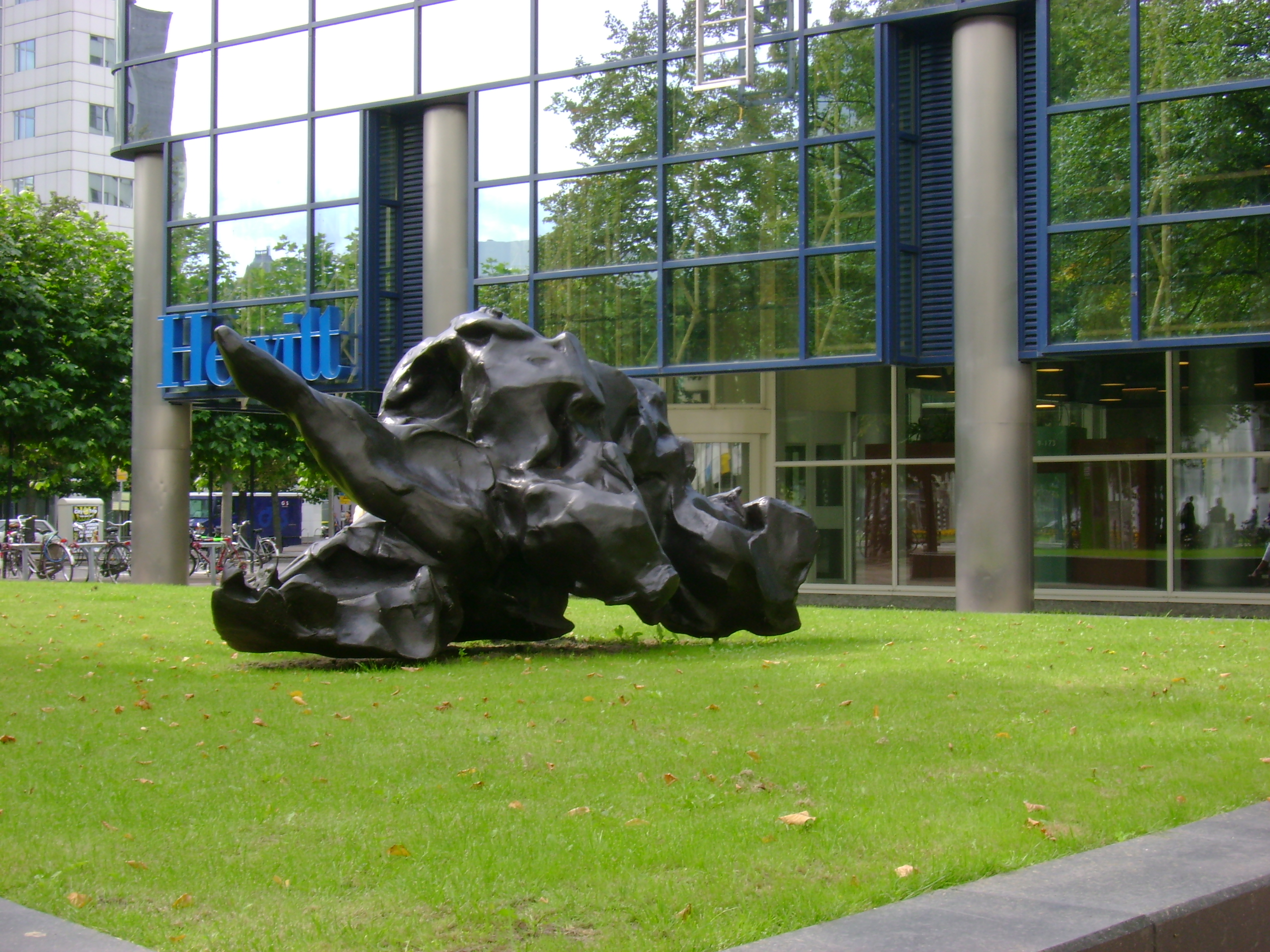
Ležící postava, 1969–1982, Rotterdam, umístěno 2005

 Roku 1934 byl přijat do nově založeného Svazu umělců (Artists´ Union). To mu umožnilo v dalších třech letech pracovat na projektech WPA (Works Progress Administration) v oblasti nástěnné malby. Tato organizace, financovaná vládou, pomáhala výtvarníkům vymanit se z následků velké hospodářské krize. Díky tomu se de Kooning dostal z ekonomických problémů a mohl se konečně věnovat jen výtvarnému umění. Žádný ze dvou jeho větších návrhů však nebyl realizován. S Fernandem Légerem spolupracoval na projektu výzdoby doku námořní linky New French Line, neuskutečnil se ani návrh nástěnných maleb pro Williamsburg Federal Housing v Brooklynu. O práci v rámci WPA ovšem přišel, protože nebyl americkým občanem (občanství získal až v roce 1962).
Rok 1936 byl pro de Kooninga významný z několika důvodů. Především se rozhodl věnovat se výhradně malbě. Poprvé měl možnost vystavit své dílo na veřejnosti v rámci skupinové výstavy s názvem New Horizonts in American Art (Nové horizonty v americkém umění) v Muzeu moderního umění v New Yorku. Seznámil se rovněž s fotografem a filmařem Rudy Burckhardtem, spisovatelem a teoretikem tance Edwinem Denbym a uměleckým kritikem Haroldem Rosenbergem. Burckhardt a Denby se stali prvními sběrateli jeho obrazů. Brzy nato pak poznal výtvarníky Philipa Gustona, Barnetta Newmana a Franze Klina, významné představitele abstraktního expresionismu. Na Světové výstavě, pořádané v roce 1939 v New Yorku, byl konečně jeden z jeho návrhů realizován: Jednalo se o 17 m široké nástěnné malby ve farmaceutickém pavilonu.
V roce 1937 poznal studentku dějin umění Elaine Fried, roku 1943 si ji vzal. Fried se postupně etablovala jako malířka a především jako umělecká kritička, když přispívala do prestižního časopisu ARTnews. Manželé spolu žili do roku 1955, kdy se rozešli, nikoliv však rozvedli. O rok později mu ilustrátorka Joan Ward porodila dceru Johannu Liesbeth († 2012), která se stala sochařkou. Od roku 1978 ale manželé de Kooningovi opět žili spolu. Jedním z důvodů bylo, že se Elaine úspěšně pokusila pomocí léčby odstranit manželovu závislost na alkoholu.

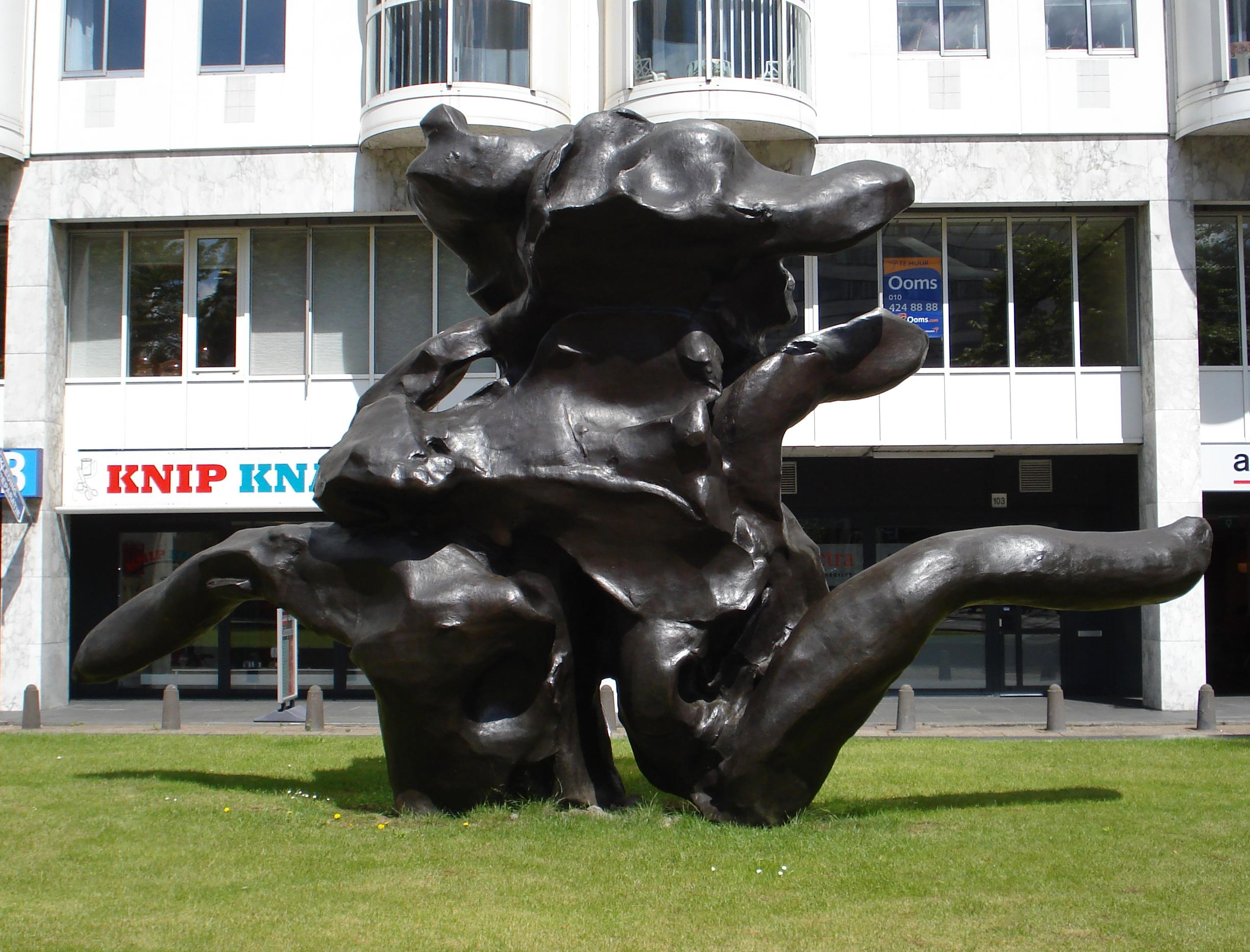
Stojící postava, 1969–1984, Rotterdam, umístěno 2005

 De Kooning byl činný i v oblasti scénografie. Na objednávku Edwina a Grace Denbyových navrhl v roce 1940 kostýmy a scénu pro balet Les Nuages (Mračna), uváděného v Metropolitní opeře. V té době také kreslil pro dámský módní časopis Harper's Bazaar. Na kolektivní výstavě American and French Paintings (Americká a francouzská malba) měl možnost poznat Marcela Duchampa a Jacksona Pollocka.
V roce 1948 se de Kooning definitivně prosadil jako jeden z nejuznávanějších soudobých amerických výtvarníků. Obrazem Mailbox (Poštovní schránka) se poprvé zúčastnil Annual Exhibition of Contemporary American Painting (Výroční výstava soudobé americké malby) ve Whitney Museum of American Art, čímž se přihlásil k abstraktnímu směru malby. Zároveň proběhla v Galerii Charlese Egana v New Yorku jeho první samostatná výstava. Koncem 40. let de Kooning působil rovněž jako pedagog. Na pozvání Josefa Alberse vyučoval na Black Mountain College v Severní Karolíně a později i na School of Fine Arts and Architecture v Yale. V roce 1950 poprvé představil své obrazy v Evropě, když se zúčastnil 25. benátského bienále. Dalšího prestižního evropského podniku, documenty v Kasselu, se zúčastnil v letech 1959, 1964 a 1977.
Na začátku 50. let se spřátelil s galeristou Leo Castellim. Oba manželské páry prožily léta 1951 a 1952 v Castelliho domě v East Hamptonu na Long Islandu. De Kooning během těchto pobytů maloval. Na Long Islandu se mu zalíbilo natolik, že si nedaleko Castelliho domu, ve Springs, koupil dům a roku 1963 se tam přestěhoval.
Roku 1965 proběhla v Northamptonu ve státu Massachusetts jeho první velká americká retrospektiva. Další putovní retrospektiva se o tři roky později uskutečnila v Evropě: v Paříži, Londýně, Amsterdamu, vždy za umělcovy účasti. V Evropě pobýval ještě v roce 1969 – v Římě vznikly jeho první sochy. Roku 1970 studoval v Japonsku tamní kreslířské techniky.
De Kooningovy obrazy byly vysoce ceněny na trhu s výtvarným uměním. V roce 1974 zakoupila Australian National Gallery v Canbeře malbu Woman V (Žena V) za 850 000 dolarů, což byla tehdy mimořádně vysoká cena. A v roce 1983 byl v aukční síni Sotheby's vydražen jeho obraz Two Women (Dvě ženy) za 1 210 000 dolarů, což byla tehdy dosud nejvyšší cena za obraz žijícího umělce. Ale už v roce 1989 prodala Sotheby's obraz Interchange (Výměna) za 20,8 miliónu dolarů. Vysoké příjmy umožnily de Kooningovi v roce 1975 založit nadaci Rainbow Fundation na podporu mladých výtvarníků.
Od roku 1980 začal de Kooning trpět Alzheimerovou chorobou. V důsledku toho přestal roku 1984 malovat. Když roku 1989 de Kooningova manželka Elaine zemřela na rakovinu plic, určil mu soud za opatrovníky jeho jedinou dceru Lisu de Kooning a advokáta Johna L. Eastmana. Zemřel 19. března 1997 ve svém domě ve Springs.
V rozmezí let 1964–1995 bylo natočeno 5 dokumentárních filmů, jejichž předmětem nebo jedním z hlavních protagonistů byl de Kooning.

## Dílo

### Malířství

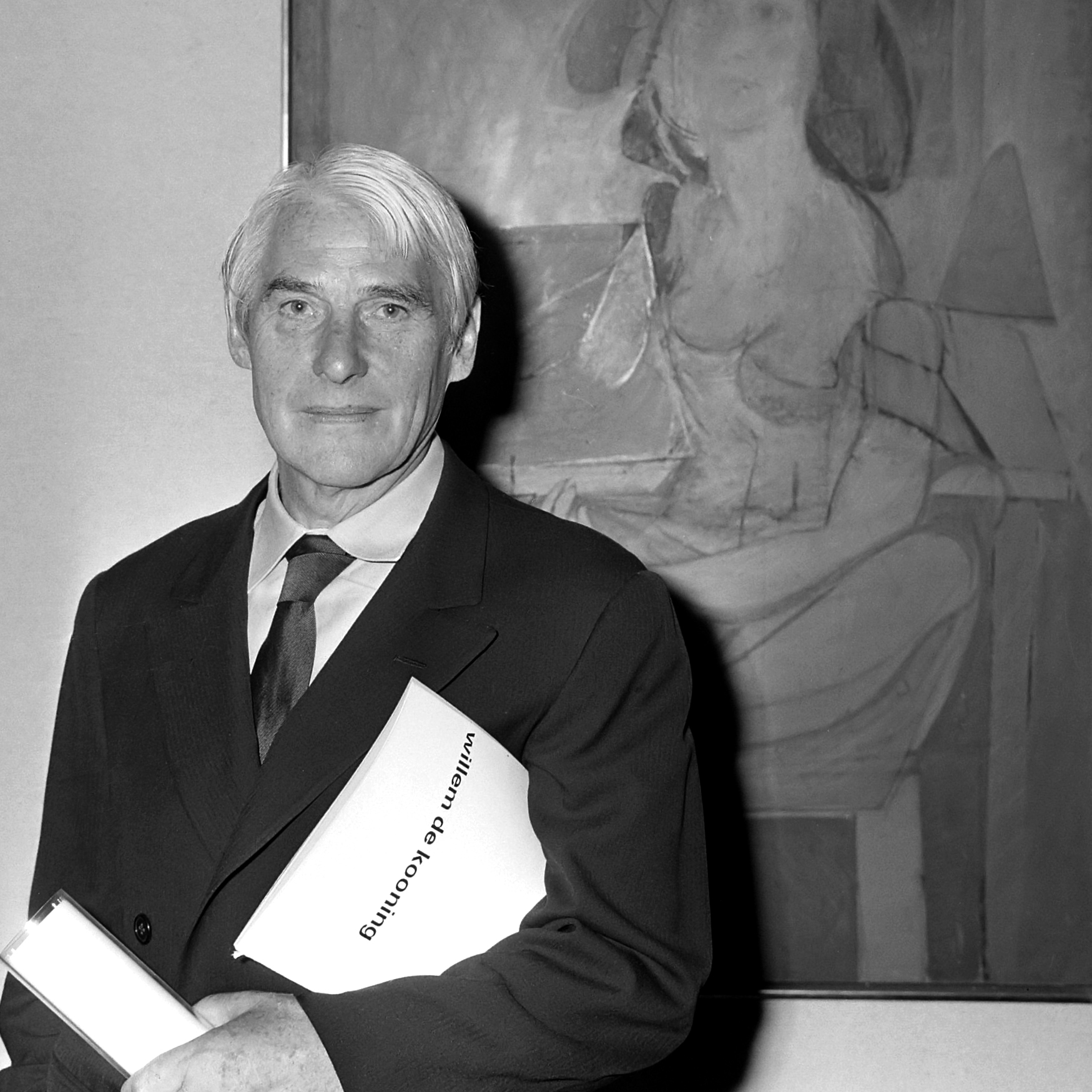
Umělec v roce 1968

Willem de Kooning bývá považován za jednoho z vůdčích představitelů abstraktního expresionismu, on sám se tomuto zařazení za svého života tu s větší, tu s menší intenzitou bránil. Jeho vývoj ke stádiu, kdy byl s tímto uměleckým směrem spojován, nebyl přímočarý. Vlastně po celý život oscilovala jeho tvorba mezi figurativností a abstrakcí. Na přelomu 30. a 40. let nalezneme mezi jeho obrazy realistické portréty mužů (Portrét Rudolfa Burckhardta, asi 1939; Muž, asi 1939; Stojící muž, asi 1942).
Jedním z hlavních tematických zaměření jeho obrazů je archetyp Ženy. De Kooning se tomuto námětu věnoval v průběhu své tvorby ve třech obdobích: prvním v letech 1938–1944, druhém 1947–1949 a třetím 1950–1954. Tato díla nebývala vždy přijímána pozitivně. Obrysy šklebících se žen, konstruované ze sytých, intenzívních barevných skvrn, byly pro ortodoxní ctitele abstrakce příliš realistické, feministky ho obviňovaly z misogynie. Žena je na obrazech pojímána zároveň jako hrozivý i jako vytoužený objekt. Jeho a Pollockův způsob malby vyvolávaly dojem, že podstatou malby je umění vytvářet na plátně barevné skvrny, přitahující divákovu pozornost. Jeden z nejslavnějších de Kooningových obrazů, Woman I (Žena I), zakoupilo roku 1953 Museum of Modern Art. Právě obrazy z třetí série Žen bývají považovány za jeho nejlepší.
Zároveň s druhým obdobím Žen vznikala série černobílých, abstraktních obrazů, např. Black Friday (Černý pátek, 1948), Orestes, 1948. Těmito obrazy, představenými na jeho první samostatné výstavě, na sebe upoutal pozornost kritiky. Použití černé barvy byla přitom z nouze ctnost. Malíř byl v té době v neutěšené finanční situaci a k černé barvě se dostal za velice výhodných podmínek.
Tak jako de Kooning osciloval mezi figurativností a abstrakcí, tak střídal dvě svá klíčová témata: kromě Ženy to byla Krajina, jak urbánní, tak venkovská. Zejména krajina na Long Islandu, kam se přestěhoval roku 1963, byla námětem mnoha jeho pláten. Ale i v tomto případě byl pro realisty příliš abstraktní a naopak. Karl Ruhrberg v této souvislosti mluví o „neurčitelné otevřenosti uměleckého postoje“. V 80. letech lze mluvit o určité nadprodukci v de Kooningově tvorbě. Malíř vytvářel lyričtější a jednodušší obrazy tvořené nejčastěji oranžovými, modrými a červenými liniemi na bílém nebo šedavém pozadí. Protože na de Kooningovo dílo nemá Wikipedie licenci, je možné některé obrazy prohlížet na odkazech v sekci Externí odkazy.

### Sochařství

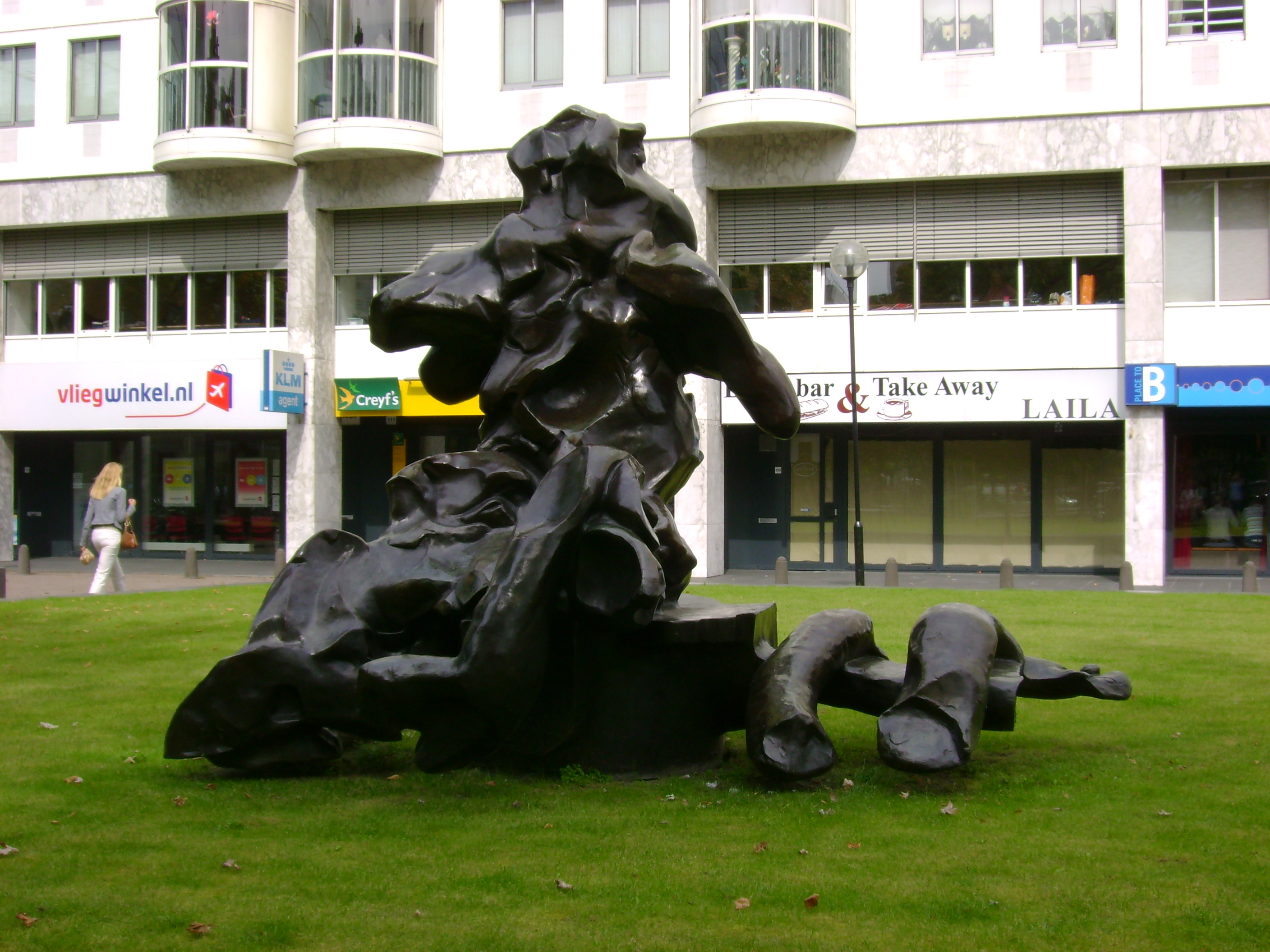
Sedící žena, 1969–1980, Rotterdam, umístěno 1984

V rámci de Kooningova díla jsou jeho sochařské realizace sice okrajovou, ale nikoliv nevýznamnou oblastí tvorby. První plastiky vznikly v roce 1969 za jeho pobytu v Římě. Jejich provedení bylo ovlivněno dílem Rodinovým a Matissovým. Někdy se umělec inspiroval tím, co viděl na Long Islandu: To je případ Clamdigger (Sběrače mušlí, 1972); tento námět ztvárnil i na stejnojmenném obraze. De Kooningovy plastiky, např. Seated Woman (Sedící žena, 1969–1980), jako by byly zhmotněním jeho obrazů. Některé sochy byly umístěny ve veřejném prostoru v Rotterdamu.

### Výstavy (výběr)
- 1936 New Horizons in American Art (Nové horizonty v americkém umění), Museum of Modern Art, New York (kolektivní)
- 1942 American and French Paintings (Americká a francouzská malba), McMillen Inc., New York (kolektivní)
- 1943 Twentieth Century Paintings (Malba 20. století), Bignou Gallery, New York (kolektivní)
- 1944 Abstract and Surrealist Art in America (Abstraktní a surrealistické umění v Americe), Sidney Janis Gallery, New York (kolektivní)
- 1945 A Painting Prophecy: 1950 (Malířské proroctví: 1950), David Porter Gallery, Washington (kolektivní)
- 1948 Annual Exhibition of Contemporary American Painting (Výroční výstava soudobého amerického malířství), Whitney Museum of American Art (kolektivní)
- 1948 Charles Egan Gallery, New York (první samostatná)
- 1949 Artists: Man and Wife (Umělci: Manželé), Sidney Janis Gallery, New York (kolektivní, mj. s manželkou Elaine)
- 1950 25. Biennale v Benátkách
- 1951 Ninth Street Show (Show deváté ulice), Leo Castelli Gallery, New York (kolektivní)
- 1953 Paintings on the Theme of the Woman (Malby na téma Žena), Sidney Janis Gallery, New York (samostatná)
- 1959 documenta 2, Kassel (5 obrazů)
- 1964 documenta 3, Kassel (4 obrazy)
- 1965 Smith College Museum of Art, Northampton, MA (retrospektiva)
- 1968 Knoedler et Cie, Paříž (samostatná); Stedelijk Museum, Amsterdam (putovní retrospektiva, téhož roku a 1969 pokračovala v Tate Gallery, Londýn; Museum of Modern Art, New York; Art Institute of Chicago; Los Angeles County Museum of Art)
- 1977 documenta 6, Kassel